# Eilaboun
Eilaboun (arabisch عيلبون, DMG ʿAilabūn, hebräisch עַילַבּוּן, עֵילַבּוּן) ist ein von israelischen Arabern bewohnter Lokalverband in Israels Nordbezirk. Die 5703 (Stand 2018) Bewohner sind überwiegend christliche Palästinenser.

## Etymologie
Eine Theorie besagt, dass der Name Eilabun aus dem Arabischen stammt und für „harten, steinigen Boden“ steht. Eine andere Theorie sagt, dass der Name aus dem Hebräischen stammt und von „Ailabu“ stamme, eine mögliche Abwandlung von Ein Levon.

## Geschichte

### Enthauptungen und Massaker 1948
Die Arabische Befreiungsarmee agierte im Palästinakrieg auch von Eilaboun aus. Zwei im September 1948 gefangen genommene Soldaten der israelischen Verteidigungsstreitkräfte hielt die Befreiungsarmee in Eilaboun fest. Mit der israelischen Operation Chiram (Luftoperationen ab 22., Bodenoffensive 28.–31. Oktober 1948) erreichten die Kämpfe auch Eilaboun. Die Befreiungsarmee enthauptete die israelischen Gefangenen und zog sich zurück. 
Nach einem Gefecht außerhalb von Eilaboun, bei dem sechs israelische Soldaten verletzt und vier gepanzerte Autos zerstört wurden, besetzte das 12. Bataillon der Golani-Brigade am 30. Oktober 1948 das Dorf. Die Bewohner suchten währenddessen Zuflucht in den beiden örtlichen Georgiuskirchen (jener der Griechisch-Orthodoxen und derjenigen der Griechisch-Katholiken), wobei fünf lokale Priester ihnen beistanden. Vier Priester mit weißen Flaggen bildeten eine Komitee zur Übergabe des Ortes.
Nachdem die israelischen Soldaten die Leichname der beiden enthaupteten Kameraden gefunden hatten, führte die Armee die Bewohner Eilabouns auf dem Hauptplatz des Dorfes zusammen. 17 junge Männer wurde ausgewählt, fünf von ihnen wurden als menschliche Deckung genommen. Nachdem israelisches Militär die übrigen Bewohner auf fünftägigem Fußmarsch bei ihrer Ausweisung in den Libanon geleitet hatte, wurden zwölf der festgehaltenen Männer gruppenweise in verschiedenen Orten getötet. Die Toten blieben längere Zeit unbeerdigt.

### Rückkehr von Nakba-Vertriebenen
George Hakim, Bischof von Akko, Haifa, Nazareth und ganz Galiläa, vermittelte beim israelischen Außenamt, dass die Dorfbewohner im Sommer 1949 schließlich aus dem Libanon zurückkehren konnten. Das Dorf wurde eine antikommunistische Hochburg im innerpalästinensischen politischen Diskurs. 1951 wurde das örtliche Büro der kommunistischen Partei Maki niedergebrannt, wobei ein Parteimitglied starb.

### Dokumentation
Das Massaker ist Thema des Dokumentarfilms Die Söhne von Eilaboun (englisch: Sons of Eilaboun) des palästinensischen Filmemachers und Künstlers Hisham Zreiq.

## Söhne und Töchter
- Hana Sweid (* 1955), Politiker